# Онин
Онин (яп. 応仁 о:нин) — девиз правления (нэнго) японского императора Го-Цутимикадо, использовавшийся с 1467 по 1469 год .

## Продолжительность
Начало и конец эры:
- 5-й день 3-й луны 2-го года Бунсё (по юлианскому календарю — 9 апреля 1467);
- 28-й день 4-й луны 3-го года Онин (по юлианскому календарю — 8 июня 1469).

## Происхождение
Название нэнго было заимствовано из древнекитайского сочинения «Вэй Чэн Дянь Сюнь» (кит. упр. 維城典訓, пиньинь Wéi chéng diǎn xùn):「仁之感物、物之応仁、若影随形、猶声致響」.

## События
даты по юлианскому календарю
В 1467 году началась Смута годов Онин — борьба группировок даймё за власть. В качестве повода был использован спор о том, кто будет следующим сёгуном после смерти Асикаги Ёсимасы — его брат Ёсими или сын Ёсихиса. Дело в том, что в 1464 году правящий сёгун Асикага Ёсимаса усыновил своего младшего брата (убедив его покинуть монастырь) и объявил своим наследником. Однако в 1465 году супруга Ёсимасы родила мальчика, которого сёгун также назначил преемником. Брат начал искать поддержки у знатных родов. В результате род Ямана встал за ребёнка (Ёсихису), а Хосокава — на сторону брата (Ёсими). Смута продолжалась 10 лет и не имела победителя — стороны довели друг друга до полного истощения, а столица Киото была полностью разрушена.
- 1467 год (1-я луна 1-го года Онин) — сторонник Асикаги Ёсихисы Ямана Мотитоё и Хатакэяма Ёсинари заняли позиции близ резиденции рода Асикага в Киото и позвали бывших императоров Го-Ханадзоно и Го-Цутимикадо, чтобы те убедились, что Хосокава Кацумото и Хатакэяма Масанага будут преданы смерти. Асикага Ёсихиса пытался избежать эскалации конфликта, но не преуспел в этом, и приказал Ёсинари убить Хатакэяму Масанагу. Однако Масанаге удалось бежать из столицы[7];
- 1467 год (1-я луна 1-го года Онин) — найдайдзин Сайэнси-но Санэто был отправлен в отставку, на его место назначили Хино-но Кацумицу[7];
- 1467 год (2-я луна 1-го года Онин) — Сиба-но Ёсикадо стал канрэем; одновременно упало влияние Хосокавы Кацумото, который начал жалеть, что он не присоединился к Масанаге. Мотитоё и Ёсинари запросили военную помощь у своих родов[7];
- 1467 год (5-я луна 1-го года Онин) — кампаку Нидзё Мотимити был отправлен в отставку, на его место назначили Итидзё Канэёси[7];

## Сравнительная таблица
Ниже представлена таблица соответствия японского традиционного и европейского летосчисления. В скобках к номеру года японской эры указано название соответствующего года из 60-летнего цикла китайской системы гань-чжи. Японские месяцы традиционно названы лунами.
| 1-й год Онин (Огненная Свинья) | 1-я луна*       | 2-я луна   | 3-я луна* | 4-я луна* | 5-я луна  | 6-я луна* | 7-я луна  | 8-я луна   | 9-я луна*   | 10-я луна  | 11-я луна                | 12-я луна*    |                |
| ------------------------------ | --------------- | ---------- | --------- | --------- | --------- | --------- | --------- | ---------- | ----------- | ---------- | ------------------------ | ------------- | -------------- |
| Юлианский календарь            | 5 февраля 1467  | 6 марта    | 5 апреля  | 4 мая     | 2 июня    | 2 июля    | 31 июля   | 30 августа | 29 сентября | 28 октября | 27 ноября                | 27 декабря    |                |
| 2-й год Онин (Земляная Крыса)  | 1-я луна        | 2-я луна*  | 3-я луна  | 4-я луна* | 5-я луна* | 6-я луна  | 7-я луна* | 8-я луна   | 9-я луна*   | 10-я луна  | 10-я луна (високосная) * | 11-я луна     | 12-я луна      |
| Юлианский календарь            | 25 января 1468  | 24 февраля | 24 марта  | 23 апреля | 22 мая    | 20 июня   | 20 июля   | 18 августа | 17 сентября | 16 октября | 15 ноября                | 14 декабря    | 13 января 1469 |
| 3-й год Онин (Земляной Бык)    | 1-я луна        | 2-я луна*  | 3-я луна  | 4-я луна* | 5-я луна* | 6-я луна  | 7-я луна* | 8-я луна   | 9-я луна*   | 10-я луна  | 11-я луна                | 12-я луна     |                |
| Юлианский календарь            | 12 февраля 1469 | 14 марта   | 12 апреля | 12 мая    | 10 июня   | 9 июля    | 8 августа | 6 сентября | 6 октября   | 4 ноября   | 4 декабря                | 3 января 1470 |                |

* звёздочкой отмечены короткие месяцы (луны) продолжительностью 29 дней. Остальные месяцы длятся 30 дней.